# San Theodoros
San Theodoros er et fiktivt sydamerikansk land fra tegneserierne om Tintin. Hovedstaden hedder Alcazarpolis (men har også gået under navnet Tapiocapolis og før det Los Dopicos).
Landet dukker første gang op i Det knuste øre, hvor Tintin besøger landet for at lære mere om arumbayaerne, en indiansk stamme i San Theodoros' jungle. Her erfarer han, at landet har et ustabilt styre, da general Alcazar og general Tapioca skiftevis erobrer magten fra hinanden. Tintin bliver venner med Alcazar og får en stor stilling, da denne erobrer magten fra Tapioca.
Tintin forlader dog landet i jagten på en arumbaya-fetich. I De 7 krystalkugler får vi dog at vide, at Tapioca igen har væltet Alcazar, da Tintin og kaptajn Haddock møder Alcazar i teatret, hvor han optræder under navnet Ramon Zarate. I Koks i lasten finder Tintin ud af, at Alcazar er i Europa for at købe fly til kampen mod Tapioca, og i Tintin og picaroerne lykkes det igen Alcazar at erobre magten i landet – igen med hjælp fra Tintin.